# Xenochironomus canterburyensis
Xenochironomus canterburyensis är en tvåvingeart som först beskrevs av Freeman 1959.  Xenochironomus canterburyensis ingår i släktet Xenochironomus och familjen fjädermyggor. Inga underarter finns listade i Catalogue of Life.